# Gałkogon szorstki
Gałkogon szorstki (Nephrurus asper) – gatunek jaszczurki z kladu Gekkota i rodziny Carphodactylidae. Występuje w północno-wschodniej Australii (stan Queensland); niektórzy autorzy podają, że zasięg rozciąga się też dalej na zachód – przez Terytorium Północne po północną Australię Zachodnią. Zamieszkuje siedliska skaliste, kamieniste i suche lasy.
Jest płochliwą, naziemną jaszczurką o stosunkowo dużej głowie, krępym tułowiu i krótkim, zakończonym gałką ogonie. Funkcja gałki ogonowej nie została dotychczas poznana. Kolor skóry jest brązowo-ziemisty, maskujący wśród skał i piasków, w których żyje. Dzień spędza zagrzebany w ziemi, wychodzi nocą i poluje na owady. Zachowania godowe nie zostały w pełni poznane. Samica składa 1–2 jaja i zagrzebuje je w piasku.